# Wendi Deng Murdoch
Wendi Deng Murdoch (Caractères chinois: 邓文迪), née le 5 décembre 1968 est une femme d'affaires et personnalité publique chinoise et américaine, épouse du magnat des médias Rupert Murdoch entre 1999 et 2013.

## Biographie
En 1988, Wendi Deng émigre aux États-Unis et étudie l'économie à l'université d'État de Californie à Northridge puis à l'université Yale, où elle obtient un MBA. Alors qu'elle est stagiaire à Star TV, elle rencontre Rupert Murdoch lors de l'inauguration des nouveaux locaux de cette télévision hong-kongaise à destination public chinois et dont il est propriétaire. Elle le provoque en lui disant : « Pourquoi votre stratégie chinoise est-elle si mauvaise ? ». Séduit, il ne tarde pas à se mettre en couple avec elle. Il a 65 ans et vit depuis environ 30 ans avec sa seconde épouse Anna, dont il a trois enfants ; Wendi Deng a 28 ans. Rupert Murdoch divorce le 25 juin 1999 et épouse 17 jours plus tard Wendi Deng sur son yacht, le Morning Glory, ancré au port de New York. Deux ans après, elle accouche d'une fille, Grace, puis deux ans plus tard d'un autre fille, Chloé. 
Lors de la procédure de divorce, Anna Torv ne réclame pas la moitié des biens de son mari, comme elle le pourrait, mais 100 millions de dollars, obtenant toutefois que leurs trois enfants (Lachlan, James et Elisabeth) ainsi que Prudence, née de son premier mariage, soient les seuls héritiers de son empire médiatique. Wendi Murdoch est furieuse ; ses filles Chloé et Grace sont aussi désignées héritières mais n'auront jamais de droit de vote au conseil d'administration de l'entreprise. Des rumeurs courent ensuite sur l'infidélité de Wendi Murdoch, notamment avec l'ancien Premier ministre britannique Tony Blair (les familles se connaissent, ce dernier étant même le parrain de l'une de leurs filles). Le 12 juin 2013, Rupert Murdoch demande le divorce sans même prévenir sa femme. Quinze jours après l'officialisation de cette décision, le magnat réalise une opération d'envergure en séparant son conglomérat en deux entités, une consacrée à la presse et une autre à l'audiovisuel.
Début 2018, The Wall Street Journal, propriété de Ruppert Murdoch, publie un article suggérant que les conseillers du président américain Jared Kushner et Ivanka Trump, proches connaissances de Wendy Deng, ont été avertis par les services de renseignements américains que cette dernière est soupçonnée d'être une espionne afin  de « promouvoir les intérêts du gouvernement chinois »,.

## Descendance
Rupert Murdoch a deux enfants avec Wendi Deng : Grace Helen (née à New York le 19 novembre 2001) et Chloé (née à New York le 17 juillet 2003).